# لمور موشی بزرگ شمالی
 لمور موشی بزرگ شمالی (نام علمی: Mirza zaza) نام یک گونه از سرده لمور موشی بزرگ است.

## ویژگی‌ها
لمورهای کوتوله کوچکترین نخستی‌های موجود و تنها نخستی‌هایی هستند که خواب تابستانی دارند. در فصل‌های گرم سال در ماداگاسکار، غذا کمیاب می‌شود و خفتگی برای آن‌ها عاملی برای مقابله با این کمبود غذایی به شمار می‌رود. در ماه‌های منتهی به خواب تابستانی، لمورهای کوتوله غذای زیادی می‌خورند و وزن خود را تا ۴۰ درصد بالاتر از وزن عادیشان می‌رسانند. لمورهای کوتوله دم‌کلفت این اضافه چربی را در دم خود ذخیره می‌کنند به گونه‌ای که دمشان همانند سوسیسی بزرگ دیده می‌شود. البته این قاعده استثناهایی نیز همچون اعضای تیره لمورهای موشی بزرگ دارد که به دلیل زندگی در مناطقی که کمتر از تغییرات آب و هوایی شدید در تابستان تاثیر می‌پذیرند، نیازی به خواب تابستانی ندارند.
رژیم غذایی اعضای این تیره را بیشتر گل‌ها، میوه‌ها، و حشرات تشکیل می‌دهند. به دلیل تغذیه بسیار آن‌ها از گل‌ها و میوه‌ها، لمورهای کوتوله نقش مهمی در بوم‌سازگان ماداگاسکار و پخش و بارورسازی درختانش دارند. شیره درختان و مهره‌داران ریز نیز از جمله دیگر مواد مصرفی این گروهاز نخستی‌ها هستند.